# Wilhelm Huxhorn
Wilhelm Huxhorn (20 september 1955 - 15 april 2010) was een Duits voetballer. De doelman was zijn volledige professionele carrière actief bij SV Darmstadt 98 en speelde 8 jaar lang in de 2. Bundesliga.

## Biografie
Huxhorn begon zijn voetbalcarrière bij Germania Pfungstadt vooraleer hij in 1981 naar het tweede elftal van SV Darmstadt 98 trok. Op 28 augustus 1984 speelde hij zijn eerste wedstrijd in de basis van Darmstadt tegen 1. FC Saarbrücken. De wedstrijd eindigde op 1-1. Op 27 april 1985 maakte hij, in een wedstrijd tegen SC Fortuna Köln, een doelpunt vanop 102 meter afstand. Hiermee behaalde hij het Guinness Book of Records. Darmstadt verloor de wedstrijd alsnog met 2-4. Huxhorn speelde zijn laatste wedstrijd, op 36-jarige leeftijd, op 16 augustus 1992 tegen SpVgg Unterhaching.
Na zijn professionele carrière speelde Huxhorn af en toe voor TSV Pfungstadt in de Bezirksoberliga en voor de veteranen van Germania Pfungstadt. Tevens was hij zwemtrainer in Pfungstadt.
Hij overleed op 15 april 2010 aan de gevolgen van leukemie.